# Jarnac-Champagne
Jarnac-Champagne ist eine französische Gemeinde mit 876 Einwohnern (Stand: 1. Januar 2022) im Département Charente-Maritime in der Region Nouvelle-Aquitaine; sie gehört zum Arrondissement Jonzac und zum Kanton Jonzac. Die Einwohner werden Jarnacais genannt.

## Geographie
Jarnac-Champagne liegt etwa 85 Kilometer nordnordöstlich von Bordeaux. Nachbargemeinden von Jarnac-Champagne sind Échebrune im Norden und Nordwesten, Lonzac im Norden, Saint-Martial-sur-Né im Norden und Nordosten, Germignac im Osten und Nordosten, Sainte-Lheurine im Süden und Südosten, Neuillac im Süden sowie Chadenac im Westen und Südwesten.

## Bevölkerungsentwicklung
| Jahr                       | 1962 | 1968 | 1975 | 1982 | 1990 | 1999 | 2006 | 2017 | 2019 |
| Einwohner                  | 825  | 846  | 762  | 730  | 713  | 727  | 755  | 786  | 835  |
| Quellen: Cassini und INSEE |      |      |      |      |      |      |      |      |      |

## Sehenswürdigkeiten
- Kirche Saint-Sauveur aus dem 12. Jahrhundert, seit 1912 Monument historique

Siehe auch: Liste der Monuments historiques in Jarnac-Champagne

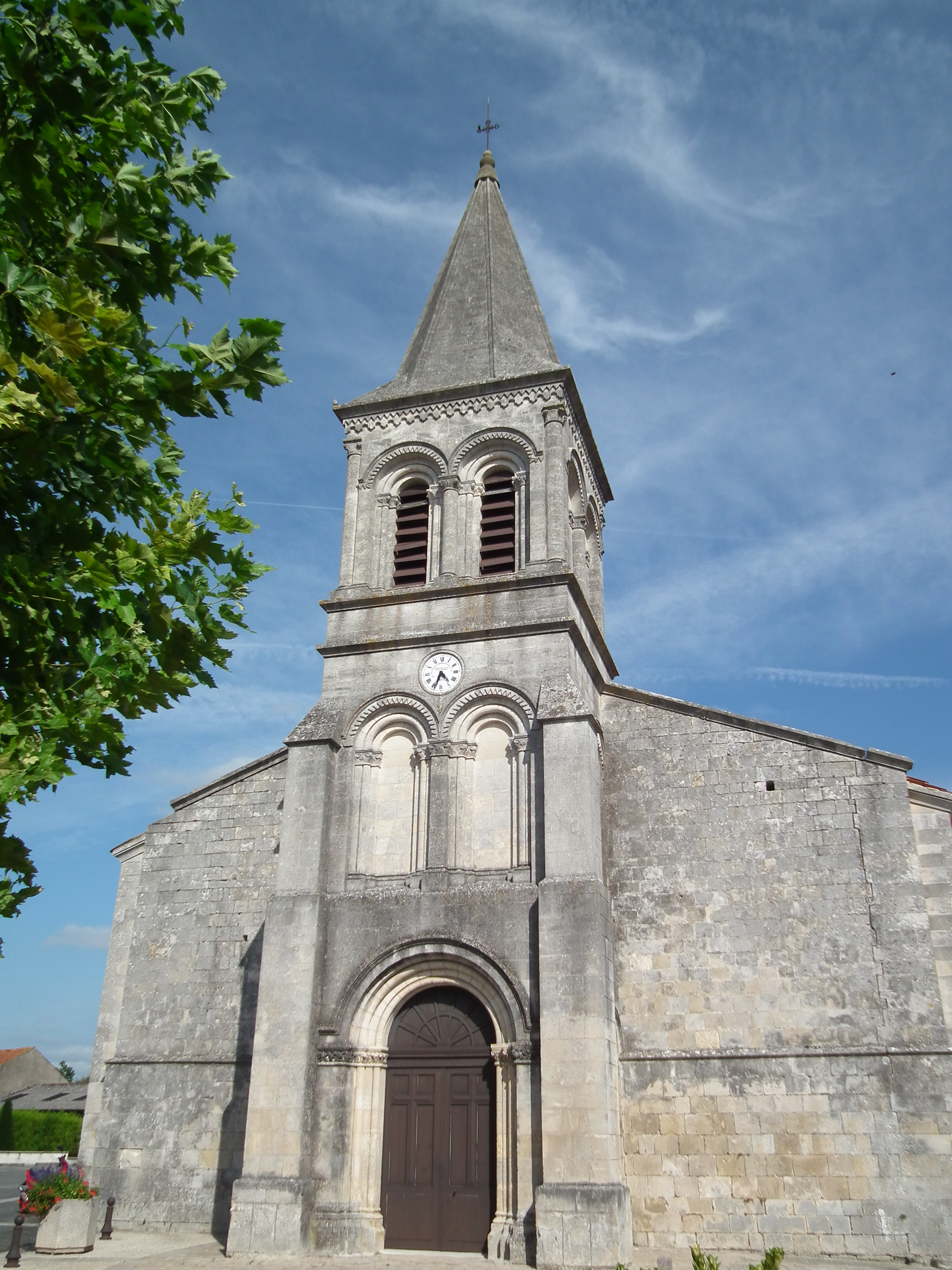
Kirche Saint-Sauveur